# Ефект дезінформації
Ефект дезінформації (англ. misinformation effect) — це когнітивне упередження, пов'язане з пам'яттю. Відбувається, коли відтворення епізодичних спогадів стає менш точним через отриману post factum інформацію. Являє собою класичний приклад ретроактивної інтерференції, що виникає, коли інформація, отримана пізніше, впливає на можливість пам'ятати раніше закодовану інформацію. В сутності, нова інформація, отримана індивідом, потрапляє в більш ранній часовий проміжок і діє, спотворюючи пам'ять про оригінальну подію.
Ефект дезінформації вивчається з середини 1970-х років. Е. Лофтус є одним з найбільш впливових дослідників в цій області.
Ефект дезінформації відображає два з найбільш кардинальних «гріхів» пам'яті: 
сугестивність, тобто вплив переконань з боку інших людей і соціальних очікувань на наші спогади, і мізатрібуцію, тобто плутанину в джерелах спогадів (власні враження при безпосередньому спостереженні події, пам'ять при її описі, чужі навіювання і розповіді тощо).
Дослідження ефекту дезінформації дозволяє усвідомити хибність впевненості в абсолютній сталості та надійності наших спогадів, а також дають можливість зрозуміти, що навіть пам'ять про особисто сприйняті події та явища може бути спотворена згодом через отримання деякої нової інформації — за рахунок механізму ретроактивності інтерференції. Знання про ефект дезінформації вкрай важливо як в судочинстві, так і в будь-якій — в тому числі і повсякденній — діяльності, де люди покладаються на точність своїх спогадів.